# Große Diesdorfer Straße 126

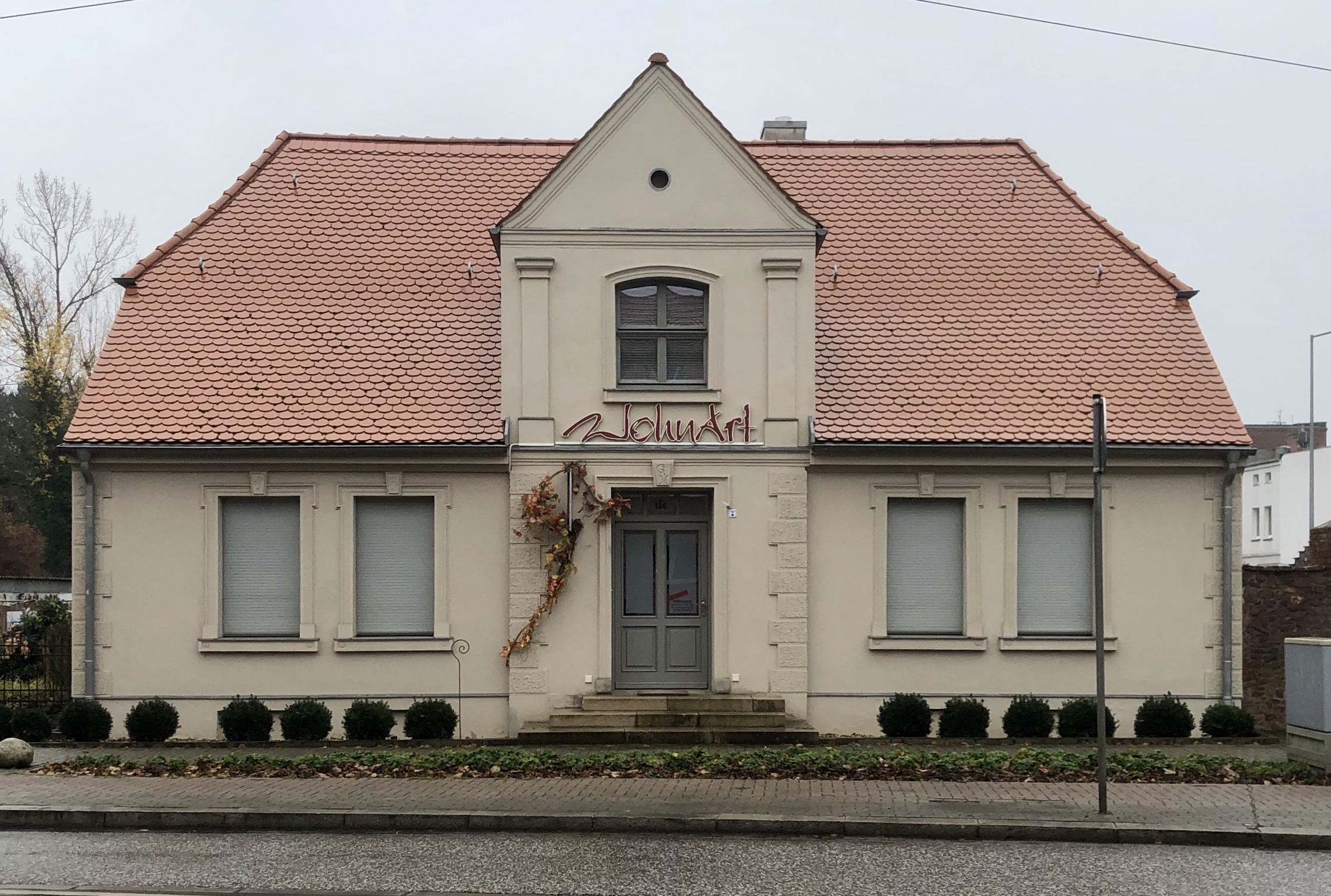
Große Diesdorfer Straße 126, Blick auf die Vorderfront

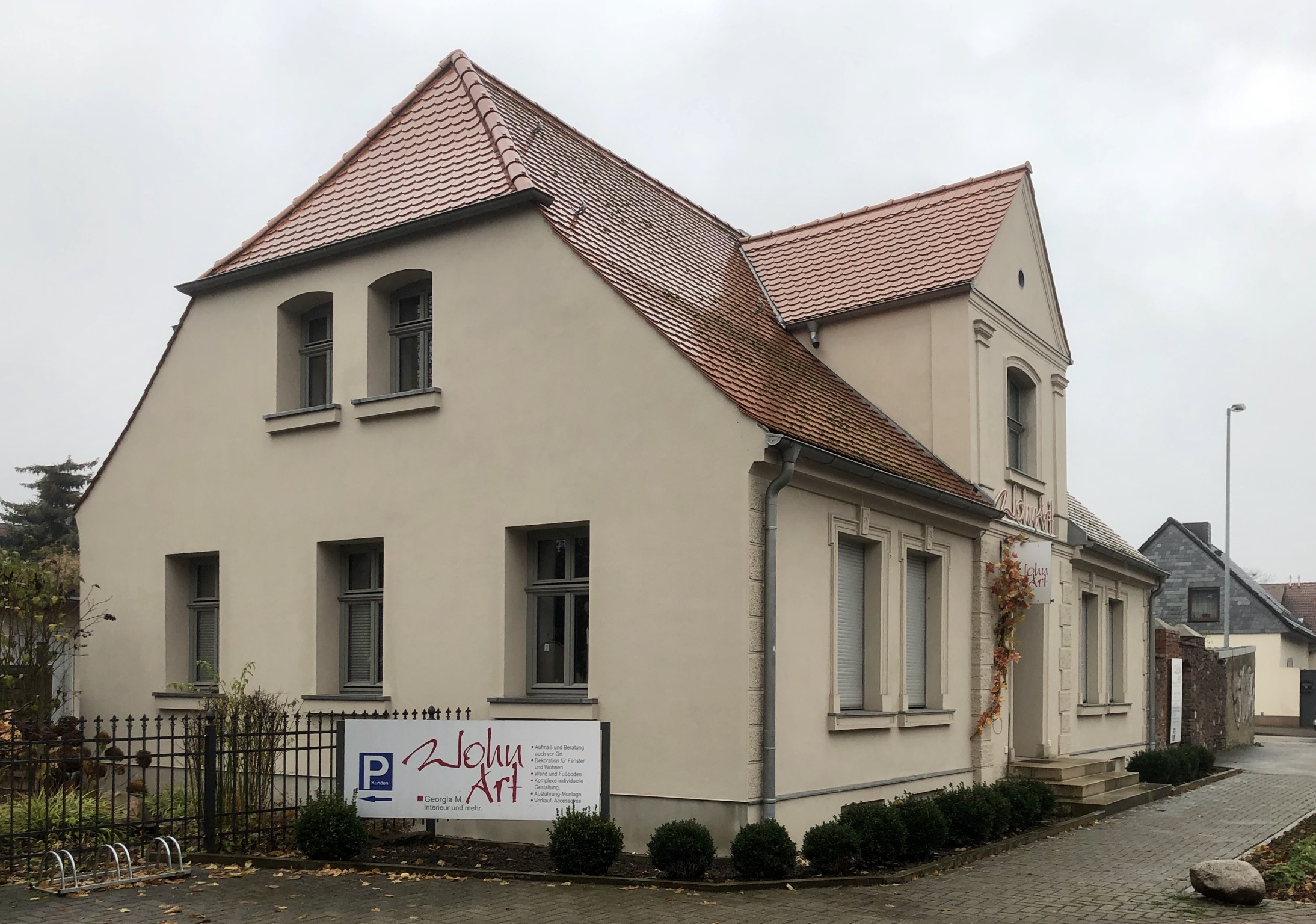
Blick von Nordosten, 2019

Das Haus Große Diesdorfer Straße 126 ist ein denkmalgeschützter ehemaliger Gasthof in Magdeburg in Sachsen-Anhalt. Derzeit (Stand 2019) wird das Gebäude als Raumausstattungsgeschäft WohnArt genutzt.

## Lage
Es befindet sich am westlichen Ende der Großen Diesdorfer Straße auf deren Südseite im Stadtteil Stadtfeld West, in einer Ecklage auf der Ostseite der Einmündung des Diesdorfer Grasewegs. Westlich des Gebäudes befindet sich der Ortseingang von Diesdorf.

## Architektur und Geschichte
Das verputzte Gebäude wurde im Jahr 1845 als Gasthof an der Landstraße zwischen Magdeburg und Diesdorf errichtet. Bauherr war der Handelsmann Anacker, die Bauausführung oblag dem Zimmermeister Behrends und dem Maurermeister P. Mesch. Es entstand ein eingeschossiger Bau im Stil des Spätklassizismus. Die Fassade ist fünfachsig ausgeführt, wobei die mittlere Achse als flacher Risalit hervortritt. Sie ist an ihren Kanten mit Rustizierungen versehen. Die Fensteröffnungen sind mit Ohrenfaschen versehen. Die Fensterbänke sind profiliert und mit Blütendarstellungen geschmückt. Über der mittleren Achse befindet sich ein im Verhältnis großes, mit einem Dreiecksgiebel bekröntes Zwerchhaus. Das Zwerchhaus ist an seinen Kanten mit Pilaster geschmückt. Mittig im Giebel befindet sich ein Ochsenauge. Bedeckt ist das Gebäude von einem tief herabgezogenem Krüppelwalmdach. 
Zum Gasthaus gehörten ursprünglich auch Stall- und Wirtschaftsbauten, die jedoch nicht mehr vorhanden sind.
Nach längerem Leerstand und Verfall wurde das Haus in den 2010er Jahren saniert.
Im örtlichen Denkmalverzeichnis ist das Gasthaus unter der Erfassungsnummer 094 82225 als Baudenkmal verzeichnet.
Das Gebäude gilt insbesondere für Diesdorf als ortsgeschichtlich bedeutend. Es bildet darüber hinaus als das Straßenbild prägendes Objekt einen Gegensatz zu den auf der gegenüberliegenden Straßenseite in den 1920/1930er Jahren entstandenen modernen Wohngebäuden.